# Natalie Alyn Lind
Natalie Alyn Lind (Illinois, 21 de junho de 1999) é uma atriz norte-americana, mais conhecida por interpretar Danielle Sullivan na série de televisão Big Sky.

## Carreira
Lind fez a sua estréia na televisão na série One Tree Hill. Ela aparece num papel recorrente como Dana Caldwell na série The Goldbergs e teve papéis de convidado em séries como  Criminal Minds,  iCarly,  Feiticeiros de Waverly Place, e  Flashpoint. Ela foi escalada como Silver St. Cloud na segunda temporada de Gotham, que estreou em 21 de setembro de 2015. Em março de 2017 Lind foi escalada para o papel de Lauren Strucker, uma mutante do piloto derivado da X-Men da Fox, The Gifted. No mês junho de 2019, ela foi escolhida para dar vida à personagem Ashley Rose na segunda temporada da série dramática, Tell Me a Story. Em março de 2020, Lind entrou na nova série Big Sky para fazer o papel de Danielle Sullivan.

## Vida Pessoal
Lind é a filha mais velha do produtor John Lind e da atriz Barbara Alyn Woods. Ela tem duas irmãs mais novas, Emily Alyn Lind e Alyvia Alyn Lind, que também são atrizes.

## Filmografia

### Filme
| Ano  | Título                  | Papel               | Notas |
| ---- | ----------------------- | ------------------- | ----- |
| 2014 | Mockingbird             | Amiga de Jacob #4   |       |
| 2013 | Dear Dumb Diary         | Claire Vanderhied   |       |
| 2012 | Playdate                | Olive Valentine     |       |
| 2010 | November Christmas      | Grandniece / Pirate |       |
| 2010 | Kaboom                  | Vítima do culto     |       |
| 2010 | Blood Done Sign My Name | Boo Tyson           |       |

### Televisão
| Ano       | Título                          | Personagem           | Nota                             |
| --------- | ------------------------------- | -------------------- | -------------------------------- |
| 2020–2021 | Big Sky                         | Danielle Sullivan    | Elenco principal                 |
| 2019-2020 | Tell Me a Story                 | Ashley Rose          | Temporada 2; elenco recorrente   |
| 2017-2019 | The Gifted                      | Lauren Strucker      | Elenco princial                  |
| 2015      | Gotham                          | Silver St. Cloud     | Elenco recorrente                |
| 2014-2015 | Murder in the First             | Daisy                | Temporada 2; Episódio 7          |
| 2013-2016 | The Goldbergs                   | Dana Caldwell        | Elenco recorrente, Temporada 1-3 |
| 2011      | Os Feiticeiros de Waverly Place | Marisa               | Temporada 4; Episódio 9          |
| 2010      | Criminal Minds                  | Kayla Bennett        | Temporada 6; Episódio 5          |
| 2010      | iCarly                          | Bree                 | Temporada 4; Episódio 4          |
| 2008-2012 | Flashpoint                      | Alexis Sobol         | Temporada 3; Episódio 8          |
| 2008      | Army Wives                      | Pequena Roxy LeBlanc | Temporada 2; Episódio 12         |
| 2006      | One Tree Hill                   | Alicia               | Temporada 4; Episódio 7          |